# Centris metathoracica
Centris metathoracica là một loài Hymenoptera trong họ Apidae. Loài này được Friese mô tả khoa học năm 1912.